# Egelsee (Holzkirchen)
Der Egelsee, auch Der Hacken genannt, bezeichnet ein Gewässer im Teufelsgraben. Kurz nach dem Hacken befindet sich der Hackensee im weiteren Verlauf des Kirchseebachs.

## Nachweise
1. ↑  https://geoportal.bayern.de/bayernatlas/?lang=de&topic=ba&catalogNodes=11,122&bgLayer=tk&E=697347.08&N=5302434.03&zoom=13
2. ↑  https://www.ich-geh-wandern.de/rundwanderung-vom-hackensee-durch-den-zeller-wald-holzkirchen